# W. van Driel
Die älteste niederländische Rheinschifffahrtsgesellschaft für Massengut W. van Driel Stoomboot- & Transportondernemingen (W. van Driel Dampfschiff- und Transportunternehmen) wurde 1888 von Willem van Driel Sr. (1845–1911) mit Hauptsitz auf der Noordereiland in Rotterdam an der Maaskade gegründet, um ein Schleppergeschäft und den Transport von Getreide, Erz usw. zum Rhein zu betreiben.

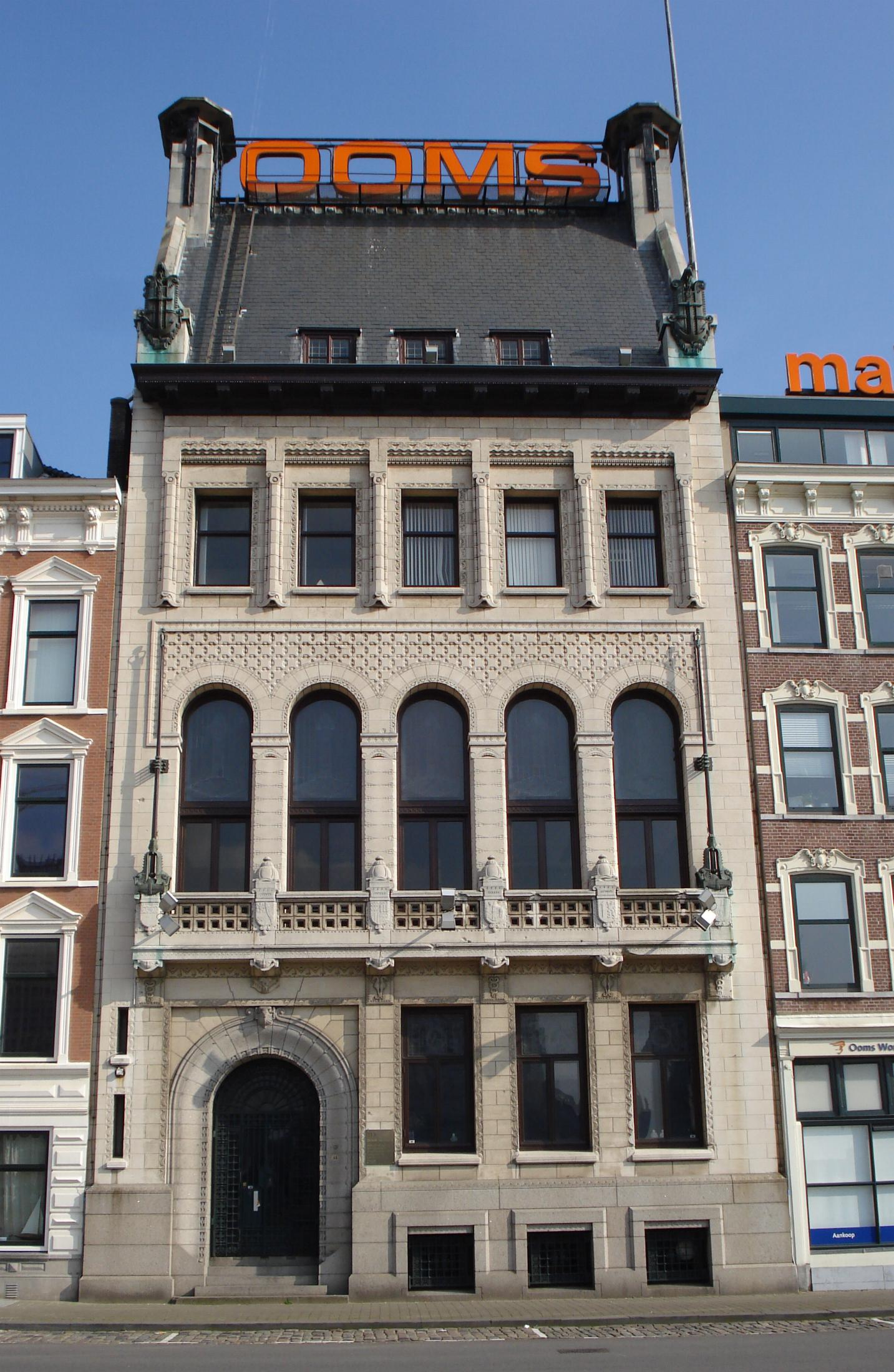
Ehemaliger Hauptsitz W. van Driel auf dem Maaskade 113, jetzt ein Nationaldenkmal

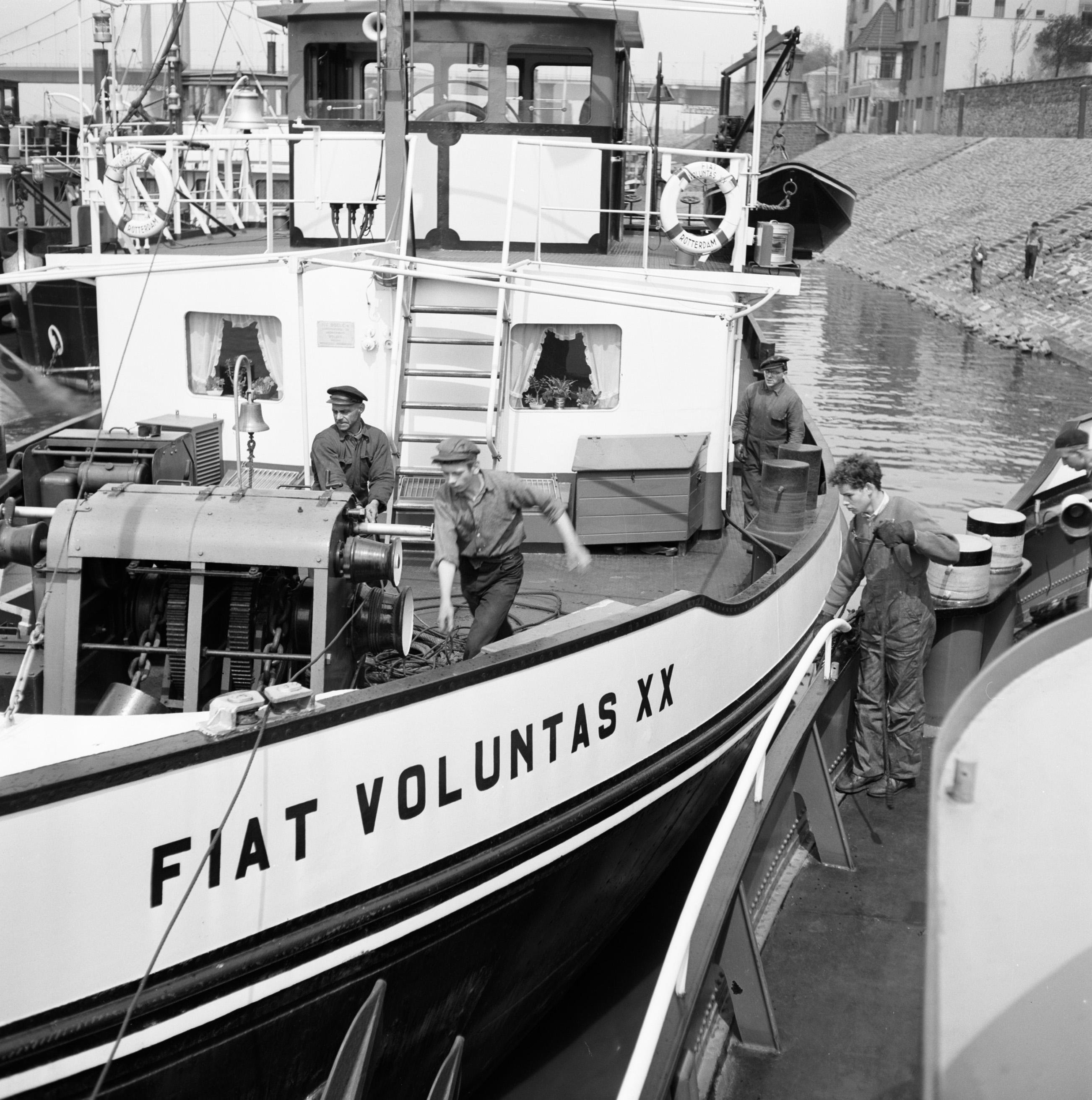
Fiat Voluntas XX im Duisburg-Ruhrort (1955)

## Geschichte
Willem van Driel Sr. hatte sich auf dem Waal-Schlepper Nieuwe Zorg, den er später kaufte, vor der Gründung seiner Schleppergesellschaft vom Matrosen zum Kapitän hochgearbeitet. Der erste Schlepper in einer Serie, genannt Fiat Voluntas I, wurde 1884 auf der Werft Wilton in Rotterdam gebaut. Am Ende wurden zwischen 1884 und 1966 29 Schlepper gebaut oder gekauft. 1913 war die Flotte bereits auf 17 Schlepper und 41 Schleppkähne erweitert worden. Am Ende wurden mehr als 80 Schleppkähne gebaut oder gekauft, hauptsächlich genannt W. van Driel 34 bis 72, und 7 Motorschiffe. Der letzte wurde 1985 verschrottet. Zwischen 1916 und 1937 wurden auch 13 Küstenmotorschiffe gebaut. In den folgenden Jahren folgten ein 700-Tonnen-Kranschiff, ein 1.550-Tonnen-Schleppkran und Dampfschiffe. In den frühen 1980er Jahren wurden auch 8 Schubkähne gebaut.
Direktor Willem van Driel Jr. baute sein erstes Büro an der Maaskade 113, das 1915 in Betrieb genommen wurde, als Ausdruck der führenden Rolle, die sein Unternehmen innerhalb der damaligen Binnenschifffahrtsunternehmen spielte. Im Laufe der 1920er Jahre verschlechterte sich jedoch die Lage des Unternehmens. 1925 musste van Driel sein prestigeträchtiges Gebäude an einen anderen Hafenbaron, Frans Swartouw, verkaufen. Das Unternehmen bestand noch eine Weile und operierte teilweise unter seinem eigenen Namen im Gebäude an der Maaskade 127.
1939 wurde die Reederei von der Staatsmijnen (Niederländische Staatsbergwerke) übernommen. W. van Driel wurde von der Staatsmijnen wiederbelebt, nachdem er in der Zeit zwischen den beiden Weltkriegen schwere Schläge erlitten hatte. Der Zweite Weltkrieg fügte dem Unternehmen erheblichen materiellen Schaden zu. 1945 war die Flotte von W. van Driel beschädigt, versenkt oder ausgebrannt und über ganz Westeuropa verstreut. Viele Schiffe wurden verschrottet. Mit einem großen Unternehmen wie der Staatsmijnen im Rücken, konnte sich die alte Reederei wieder in viele Richtungen entwickeln. 1998 wurden die Anteile der Reederei an die Befrachtungsagentur Van der Graaf & Meeusen verkauft, wobei der Name der Reederei für die Flotte behalten blieb.
In der Flagge der Reederei sind die Worte Fiat Voluntas (Dein Wille geschehe) und W.v.D. (Willem van Driel – Wij Varen Door = wir segeln weiter) zu lesen.